# Wapen van Hasselt (Overijssel)

Wapen van Hasselt

Het wapen van Hasselt werd op 24 november 1819 per besluit van de Hoge Raad van Adel aan de Overijsselse gemeente Hasselt toegekend. Het wapen bleef tot 1 januari 2001 in gebruik. Op die datum is de gemeente met Genemuiden en Zwartsluis opgegaan in de gemeente Zwartewaterland.

## Blazoenering
De blazoenering van het wapen luidt als volgt:
Van lazuur, waarop een dwarsbalk van zilver beladen met een rood kruis. Het schild gedekt met een gouden kroon en ter linkerzijde vastgehouden door den Heiligen Stephanus staande op een terras, alles van goud.
Het wapen is blauw met in het midden een zilveren dwarsbalk. Op de dwarsbalk is een rood kruis aangebracht, als spiegelbeeld van het wapen van het Sticht. In de blazoenering wordt niet vermeld dat de gouden kroon een markiezenkroon is en vijf bladeren telt. Schildhouder is de heilige Stefanus, uitgevoerd in goud en staande op een gouden ondergrond.

## Geschiedenis
Hasselt kreeg in 1252 stadsrechten, kort daarop werden de eerste zegels gesneden. Een zegel uit 1516 is in 1819 gebruikt om het wapen te ontwerpen. In 1550 is in het raadhuis een gevelsteen geplaatst met het stadswapen. Op deze gevelsteen is het kruis echter een verkort kruis. Uit deze periode stamt ook een schilderij met daarop het wapen in kleur weergegeven. Hierdoor zijn de kleuren bekend en was het niet nodig om het wapen in de Rijkskleuren toe te kennen. Sint-Stefanus was de beschermheilige van Hasselt, waardoor hij in het wapen als schildhouder kwam te functioneren. Vanaf de 17e eeuw tot en met de Franse Tijd stond de heilige niet naast, maar direct achter het wapenschild.
Na de gemeentelijke fusie met Genemuiden en Zwartsluis is alleen het kruis in aangepaste vorm opgenomen in het wapen van Zwartewaterland. De kroon maakt officieel geen deel uit van het wapen, net als de schildhouder die niet langer gevoerd wordt. De gemeente Zwartewaterland heeft deze wel overgenomen omdat Hasselt de markiezenkroon mocht voeren.

## Vergelijkbare wapens

Het wapen van het Aartsbisdom Utrecht
Het wapen van Zwartewaterland